# Дельтаплан

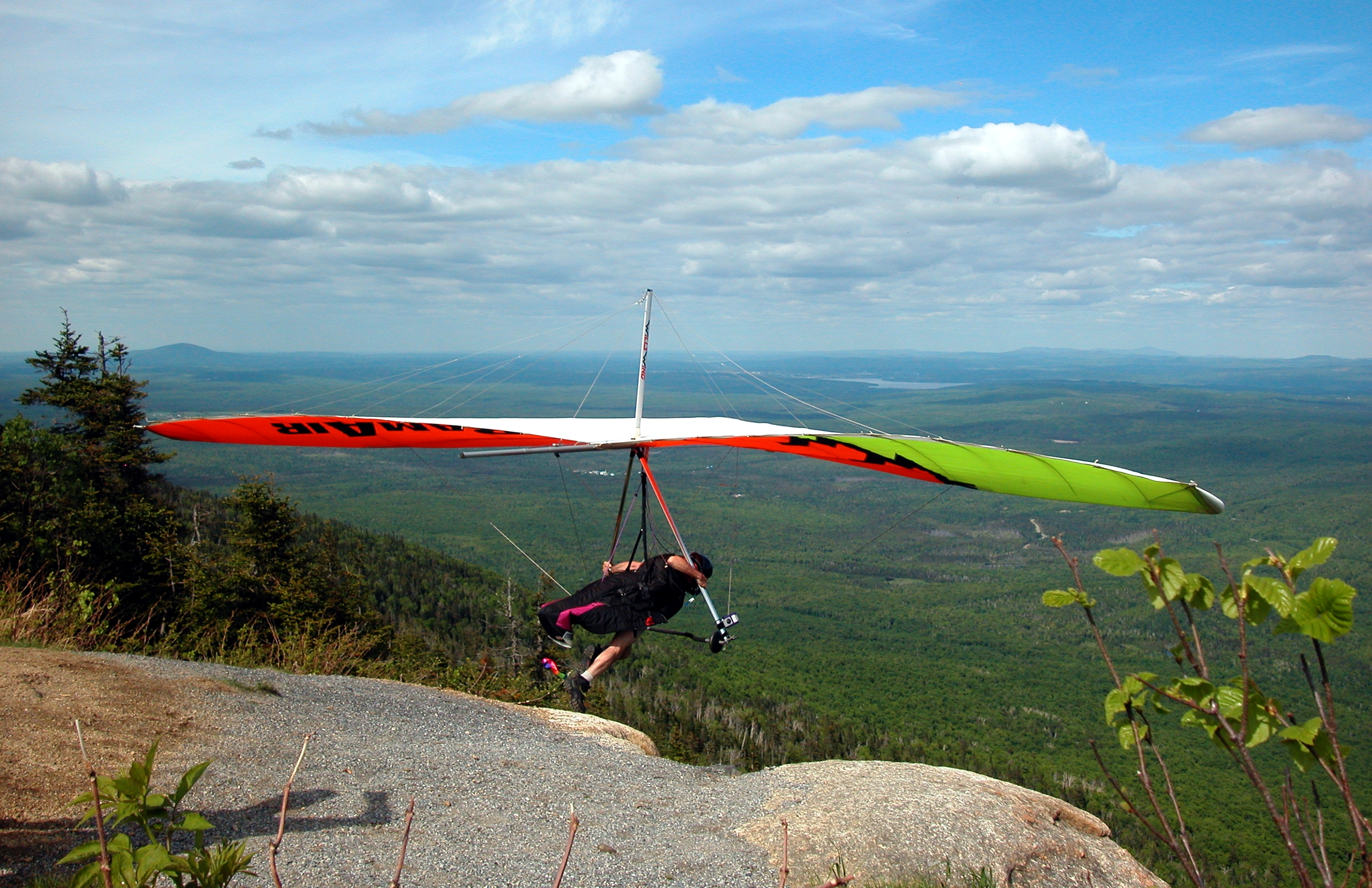
Дельтаплан

Дельтапла́н (фр. deltaplane, от формы Δ греческой буквы др.-греч. δέλτα и лат. planum — «поверхность; плоскость») — сверхлёгкий безмоторный летательный аппарат тяжелее воздуха, планёр с гибким треугольным (дельтовидным) крылом.
Дельтаплан предназначен для планирующего полёта, обычно одного человека. Управление полётом — балансирное, осуществляемое смещением центра масс за счёт перемещения самого пилота относительно точки подвески. Основное использование дельтаплана — в дельтапланерном спорте.

## История

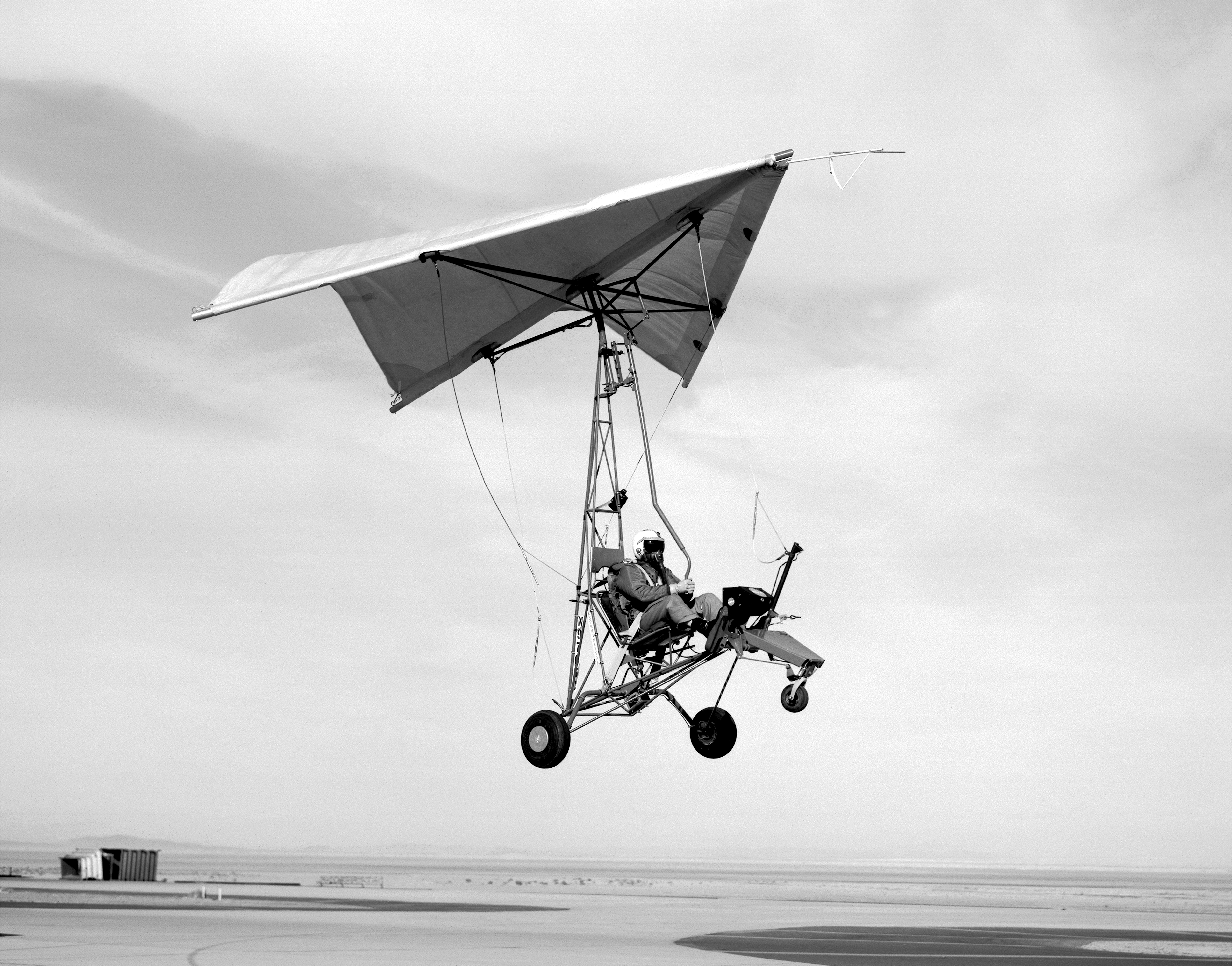
Кайт НАСА (прообраз мотодельтаплана)

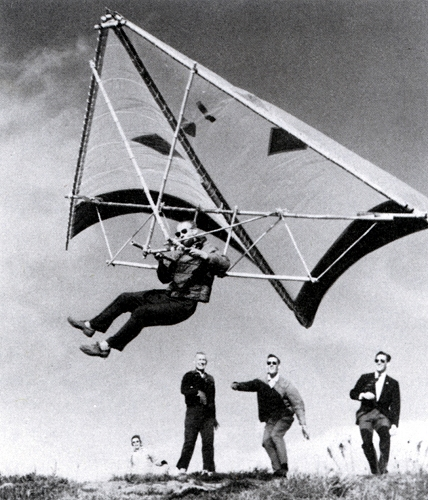
Прообраз дельтаплана 1961

Первые прообразы дельтапланов — балансирные планеры были испытаны немецким пионером авиации Отто Лилиенталем.
На заре космических исследований возникла проблема спуска космических аппаратов. В США рассматривали 2 варианта: управляемый спуск и приводнение спускаемого аппарата в океане (¾ поверхности Земли). Френсисом Рогалло было разработано крыло, представляющее собой тканевую обшивку на трубчатом каркасе, легко собирающееся и складывающееся в компактный пакет, получившее в честь его создателя название «крыло Рогалло». На начальном этапе космических исследований (программы «Джемини» и «Аполлон») был выбран достаточно хорошо исследованный парашют и только на следующем этапе была реализована идея управляемого спуска (программа «Спейс Шаттл»).

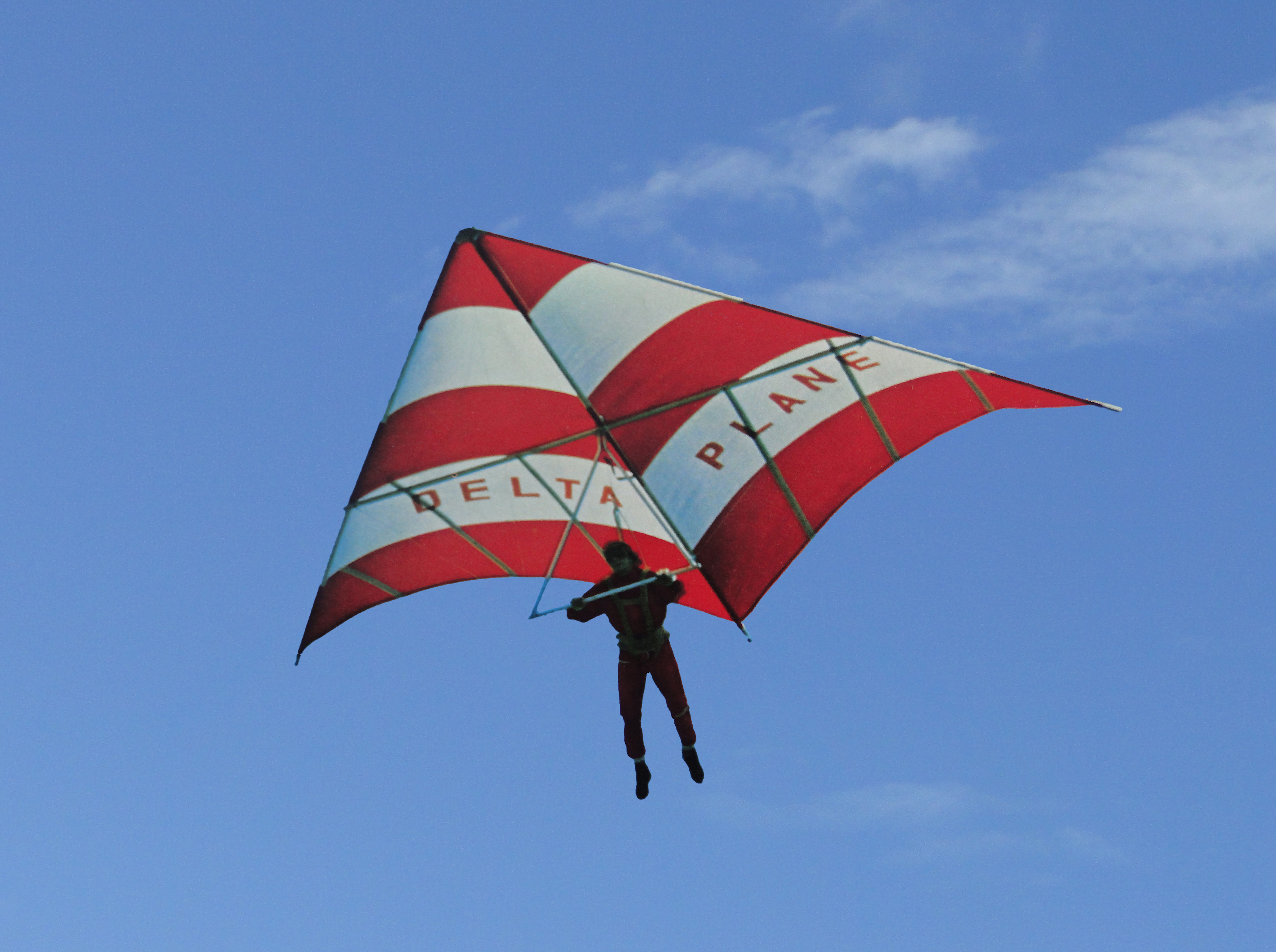
Дельтаплан 1973 г.

Прошедшее лётные испытания «крыло Рогалло» было опробовано в роли простейшего летательного аппарата для спуска с небольших высот, что в конце концов привело к появлению нового вида спорта — дельтапланерного (официально признан ФАИ в 1974 году). На этом этапе оценивали длительность и дальность полёта и точность приземления по парашютным правилам — первое касание. Очень скоро продолжительность полёта стали измерять сутками, дальность полёта — сотнями километров (в потоках обтекания), а точность приземления стала абсолютной — пилоты касались мишени, пролетая над ней и приземлялись в посадочном круге (десятки метров). Пришлось изменить правила соревнований, упражнения стали скоростными (прохождение маршрута за минимальное время), а точность приземления стали оценивать по максимальному расстоянию на пробежке.
В СССР свободные (не буксирные) полёты на дельтапланах начали проводить с 1972 года, а в 1976 году в посёлке Славское Львовской области, на горе Тростян был проведён первый всесоюзный слёт дельтапланеристов, который собрал 25 спортсменов из 11 городов России, Украины, Латвии.
Название «дельтаплан» было дано за сходство крыла дельтаплана с начертанием греческой буквы дельта (Δ).

## Конструкция
Дельтаплан — летательный аппарат, представляющий собой 3 дюралюминиевых трубы, соединённых между собой в передней точке и образующих в горизонтальной плоскости веер с углом между трубами 90—140°. Между трубами натянуто полотно лёгкой, но плотной и прочной синтетической ткани. 2 боковые трубы и задняя кромка ткани образуют при виде сверху почти треугольник. Для сохранения формы основные трубы фиксируют вспомогательными трубами меньшего диаметра и стальными тросиками. Пилот в специальной подвеске, первоначально позаимствованной от парашюта, подвешивается на верёвке за центральную трубу в определённое место, вблизи от центра масс аппарата. Руками пилот держится за трапецию — конструкцию из 3 труб, при виде спереди представляющую собой чаще всего треугольник с горизонтальным основанием, фиксируемую в пространстве растяжками — стальными тросиками диаметром в несколько миллиметров.
Управление полётом осуществляет пилот путём перемещения своего тела относительно точки подвески. Посадку производит на ноги.
Скорость современных дельтапланов составляет от 28 км/ч до 100—130 км/ч. Аэродинамическое качество современных дельтапланов составляет до 17 единиц. Опытные пилоты дельтапланов могут держаться в воздухе многие часы, преодолевая расстояния в сотни километров. Однако для этого требуется хорошая физическая подготовка, так как управление дельтапланом требует значительно больше физических усилий, чем планером-парителем.
Основное достоинство дельтаплана — простота конструкции, сочетаемая с достаточной жёсткостью, выдерживающей нагрузки от −3G до +6G. Благодаря этому дельтаплан дешевле планера и компактнее, для перевозки достаточно иметь автомобиль. В сложенном виде помещают в чехол длиной 2 метра и диаметром 30—40 см, но большинство предпочитает не разбирать аппарат менее чем в 6-метровый «пакет», что уменьшает время последующей сборки. Вес современного дельтаплана в среднем 30—33 кг, хотя у разных специфических моделей колеблется от 20 до 50 кг.
Из-за особенностей аэродинамической компоновки ранние модели дельтапланов теряли управляемость при пикировании с высокой скоростью (флаттерное пикирование). Однако на всех современных аппаратах эта проблема — решена. Невысокие полётные скорости (сравнимые со скоростями воздушных потоков) не позволяют эксплуатировать дельтапланы в сложных погодных условиях (ветер более 15 м/с, сильная турбулентность). Использование восходящих потоков — основной способ набора высоты на дельтаплане в свободном полёте.

## Способы буксировки
Со склона дельтапланерист может стартовать с ног. На равнине для подъёма дельтапланериста может быть применена особая лебёдка. Также используют аэробуксировку за дельталётом или самолётом. При подъёме лебёдкой или дельталётом старт чаще всего производят со стартовой тележки.

## Классификация
Различают несколько видов дельтапланов:
- Первоначального обучения («Славутич УТ», Атлас, Target, Студент)
- Мачтовые парители (Discus, Славутич Спорт-5, С-14, С-15, Stalker, Stealth)
- Безмачтовые (Aeros Combat L, Stealth KPL, Moyes Litespeed, Icaro Laminar Z)

Существует ещё вид дельтапланов (Class 2). К этому виду относят жёсткокрылы (Stalker, Phantom, Ghostbuster, Axxess, Atos, Atos VX). Их конструкция имеет существенные отличия от классических дельтапланов. Современные жёсткокрылы имеют аэродинамическое качество больше 19. На жёстокрылах применено аэродинамическое управление (элероны, флапероны, закрылки), существенно уменьшающее управляющие усилия пилота в полёте. Но они — более сложны в производстве и стоят дороже, а также менее ремонтопригодны.

## Мотодельтаплан
На дельтаплан может быть установлен двигатель. Также производят особые усиленные дельтапланерные крылья, которые крепят на стойку специальной тележки на колёсах, на которой смонтированы кресла для пилота, пассажира и двигатель.
Другой тип мотодельтапланов оборудован только небольшим мотором мощностью несколько лошадиных сил (часто используют двигатели от бензопил), а старт и посадку, как и в безмоторных аналогах, осуществляют преимущественно с ног. Такие летательные аппараты на сленге спортсменов называют «мётлами». Широкого распространения не получили, эксплуатирует узкий круг энтузиастов.
Существует похожий тип воздушного судна — дельталёт, который имеет похожее по форме крыло, а также тележку с установленным на ней двигателем.

## Рекорды
Рекорд по дальности полёта по прямой в 700,6 км 17 июля 2001 года поставил австриец Манфред Румер (Manfred Ruhmer). Михаэль Барбер (Michael Barber) 19 июня 2002 года пролетел 704 км (437 миль) в Запата (штат Техас).
Дастин Мартин (Dustin Martin) и Джони Дуранд (Johnny Durand) побили этот рекорд 3 июля 2012 года, пролетев 761 км.
Текущие женские мировые рекорды на дальность до заявленной цели длиной 407,99 км и на дальность до заявленной цели через 3 ппм длиной 412,6 км принадлежат российской дельтапланеристке Александре Серебренниковой. Ей также принадлежит текущий национальный рекорд полёта на открытую дальность длиной 408 км.

## Известные дельтапланеристы
- Анджело д’Арриго
- Олег Бондарчук